# Conseil départemental de Lot-et-Garonne
Le conseil départemental de Lot-et-Garonne est l'assemblée délibérante du département français de Lot-et-Garonne. Il compte 21 cantons. Son siège se trouve à Agen.

## Présidents
| Période                            | Période                      | Identité                     | Étiquette                    | Étiquette                    |
| Président du conseil général       | Président du conseil général | Président du conseil général | Président du conseil général | Président du conseil général |
| ---------------------------------- | ---------------------------- | ---------------------------- | ---------------------------- | ---------------------------- |
| 1880                               | 1883                         | Léopold Faye                 |                              | Gauche républicaine          |
| 1883                               | 1886                         | Armand Fallières             |                              | Modéré                       |
| 1886                               | 1898                         | Léopold Faye                 |                              | Gauche républicaine          |
| 1899                               | 1913                         | Philippe Dauzon              |                              | PRRRS                        |
| 1914                               | 1917                         | Abel Mantels                 |                              | PRRRS                        |
| 1918                               | 1921                         | Jules Cels                   |                              | PRRRS                        |
| 1934                               | 1940                         | Albert Pabon                 |                              | PRRRS                        |
| 1940                               | 1945                         | Conseil général suspendu     | Conseil général suspendu     | Conseil général suspendu     |
| 1945                               | 1949                         | Rodolphe Roubet              |                              | SFIO                         |
| 1949                               | 1959                         | Henri Toussaint              |                              | RAD                          |
| 1960                               | 1976                         | Jacques Bordeneuve           |                              | RAD puis MRG                 |
| 1976                               | 1978 (décès)                 | René Andrieu                 |                              | MRG                          |
| 22 mai 1978                        | 27 mars 1994                 | Jean François-Poncet         |                              | UDF                          |
| 27 mars 1994                       | 22 mars 1998                 | Jean-Louis Brunet            |                              | UDF                          |
| 22 mars 1998                       | 28 mars 2004                 | Jean François-Poncet         |                              | UDF                          |
| 1er avril 2004                     | 20 mars 2008                 | Michel Diefenbacher          |                              | UMP                          |
| 20 mars 2008                       | 2 avril 2015                 | Pierre Camani                |                              | PS                           |
| Président du conseil départemental |                              |                              |                              |                              |
| 2 avril 2015                       | 1er mai 2019                 | Pierre Camani                |                              | PS                           |
| 17 mai 2019                        | En cours                     | Sophie Borderie              |                              | PS                           |

## Les vice-présidents
- Nicolas LACOMBE 1er vice-président chargé des Politiques éducatives et des collèges.
- Christine GONZATO-ROQUES, vice-présidente chargée du Développement social, de l’insertion et de l’habitat.
- Christian DEZALOS, vice-président chargé des Finances, du patrimoine et de l’évaluation des politiques publiques. Vice-président chargé de l’Administration générale et des ressources humaines.
- Laurence LAMY, vice-présidente chargée de la citoyenneté.
- Jacques BILIRIT, vice-président chargé de la culture.
- Sophie GARGOWITSCH, vice-présidente chargée du Développement durable et de l’environnement.
- Daniel BORIE, vice-président chargé de l’Aménagement du territoire, des infrastructures et de la mobilité.
- Marylène PAILLARES, vice-présidente chargée du Sport, de l’égalité femme-homme et de la lutte contre les discriminations.
- Joel HOCQUELET, vice-président chargé de l’Agriculture, et de la forêt.
- Danielle DHÉLIAS, vice-présidente chargée de la ruralité et de la vie des territoires.
- Michel MASSET, vice-président chargé du Développement économique, du tourisme, et des politiques contractuelles.
- Annie MESSINA-VENTADOUX, vice-présidente chargée des personnes âgées et des personnes handicapées.

## Les conseillers départementaux délégués
Des conseillers départementaux délégués viennent renforcer le travail des vice-président(e)s dans des domaines spécifiques :
- Pierre CAMANI, Conseiller départemental délégué au numérique.
- Emilie MAILLOU, Conseillère départementale déléguée à la jeunesse.
- Marcel CALMETTE, Conseiller départemental délégué aux langues régionales.
- Valérie TONIN, Conseillère départementale déléguée à l’enseignement supérieur.
- Thomas BOUYSSONIE, Conseiller départemental déléguée à l’habitat.
- Francoise LAURENT, Conseillère départementale déléguée aux anciens combattants et à la mémoire.

## Liste des conseillers départementaux (42 sièges)
| Présidente du Conseil départemental  |       |       |      |                         |
| Sophie Borderie (PS)                 |       |       |      |                         |
| Parti                                | Sigle | Sigle | Élus | Groupes                 |
| Majorité (26 sièges)                 |       |       |      |                         |
| Parti socialiste                     |       | PS    | 16   | Majorité départementale |
| Divers gauche                        |       | DVG   | 4    | Majorité départementale |
| Parti communiste français            |       | PCF   | 3    | Majorité départementale |
| Parti radical de gauche              |       | PRG   | 2    | Majorité départementale |
| La République en marche              |       | LREM  | 1    | Majorité départementale |
| Opposition (16 sièges)               |       |       |      |                         |
| Les Républicains                     |       | LR    | 5    | L’avenir ensemble       |
| Divers droite                        |       | DVD   | 5    | L’avenir ensemble       |
| Union des démocrates et indépendants |       | UDI   | 4    | L’avenir ensemble       |
| Sans étiquette                       |       | SE    | 2    | La dynamique citoyenne  |

## Budget du conseil
Dépenses du conseil :
- Actions sociales et prévention médico-sociale
- Routes et réseaux
- Économie du département, agriculture et tourisme
- Enseignement
- Services généraux
- Sécurité
- Transports
- Culture, vie sociale, jeunesse, sports et loisirs
- Aménagement et environnement

Recettes du conseil :
- Impôts directs
- Dotation de l'État
- Impôts indirects
- Emprunts
- Recettes sociales
- Autres recettes

## Identité visuelle

Logo de Lot-et-Garonne (conseil général) de [Quand ?] à 2013
Logo de Lot-et-Garonne (conseil général) 2013 à 2015
Logo de Lot-et-Garonne (conseil départemental) depuis 2015
Logo depuis juillet 2016